# Заиченцы
Заиченцы (укр. Заїченці) — село, Поповский сельский совет, Зеньковский район, Полтавская область, Украина.
Код КОАТУУ — 5321384805. Население по переписи 2001 года составляло 382 человека.

## Географическое положение
Село Заиченцы находится на расстоянии 1 км от сёл Малые Будища, Поповка и Устименки.

## История
Михайловская церковь известна с 1722 года.

## Экономика
- Свинотоварная ферма.

## Объекты социальной сферы
- Школа І—ІІ ст.
- Дом культуры.

## Достопримечательности
- Братская могила советских воинов.
- Могила участника боевых действий в Афганистане И. Канивца (1961—1987).